# Mariusz Bembenek
Mariusz Bembenek – polski leśnik, doktor habilitowany nauk rolniczych, profesor na Uniwersytecie Przyrodniczym w Poznaniu, specjalista od użytkowania lasu.

## Kariera naukowa
W 2000 roku na Uniwersytecie Przyrodniczym w Poznaniu uzyskał tytuł magistra inżyniera. W 2004 roku na Wydziale Leśnym tej samej uczelni uzyskał stopień doktora nauk rolniczych w zakresie leśnictwa na podstawie rozprawy pt. Ekologiczne aspekty pozyskiwania drewna w przedrębnych drzewostanach świerkowych, której promotorem był Dieter Giefing. W tym samym roku został zatrudniony na tejże uczelni, a w 2023 roku uzyskał na niej stopień doktora habilitowanego nauk rolniczych w dyscyplinie nauk leśnych na podstawie pracy pt. Efektywność zmechanizowanego pozyskiwania drewna w zależności od składu gatunkowego i wieku drzewostanów przedrębnych.